# Torre de Gourze
La Torre de Gourze (en francés:  Tour de Gourze) es el nombre que recibe los restos de una torre de vigilancia medieval en el Monte (Mont) de Gourze en el cantón de Vaud, Suiza. Se trata de una torre cuadrada, que es de aproximadamente 9 metros (30 pies) de alto y tiene vistas al lago de Ginebra. La torre está abierta al público y las escaleras dan acceso a la parte superior. Un restaurante cuya especialidad es el fondue se encuentra cerca y fue llamada como la torre.